# 膨頭龍屬
膨頭龍屬（學名：Tylocephale）是厚頭龍科恐龍的一屬，生存於上白堊紀的蒙古。牠是草食性的恐龍，身長估計約1.4米。在已知的厚頭龍下目中，牠的顱頂是最高的。膨頭龍的學名是由古希臘文的「τυλη」及「κεφαλη」組成，意思是「膨脹的頭」。
膨頭龍生存於坎帕階，約7500萬年前。化石是於蒙古的Khulsan地區發現。模式種是吉氏膨頭龍（T. gilmorei）是由Maryanska及Osmolska於1974年所描述、命名。

## 外部連結
- Tylocephale in the National History Museum's Dino Directory （页面存档备份，存于）
- Tylocephale at DinoRuss Web Site （页面存档备份，存于）
- 恐龍博物館──膨頭龍